# Cyrtophora caudata
Cyrtophora caudata là một loài nhện trong họ Araneidae.
Loài này thuộc chi Cyrtophora. Cyrtophora caudata được miêu tả năm 1895 bởi Friedrich Wilhelm Bösenberg & Lenz.